# Vigor
Pour les articles homonymes, voir Vigor (homonymie).
Vigor Alimentos SA, ou tout simplement Vigor, est une société de produits laitiers brésilienne. 

## Description
Vigor est l'une des quatre plus grandes marques de produits laitiers au Brésil. Ses produits les plus connus sont le yaourt grec, le parmesan râpé et le lait caillé crémeux (produits où elle occupe une position de leader national). En septembre 2014, il a acquis 50 % de la société paulista Danúbio une coentreprise entre Vigor et Arla Foods (société européenne). Avec cet achat, Vigor détient désormais 100 % de la société.
En octobre 2017, la société, appartenant alors à la société de portefeuille J-F, est acquise par le groupe Lala pour un montant d'environ 5,725 milliards de réaux. Cette acquisition marque l'entrée du groupe mexicain sur le marché des produits laitiers brésiliens,,.   

## Usines
Vigor possède neuf usines situées dans cinq États brésiliens: São Paulo, Minas Gerais, Paraná, Goiás et Rio de Janeiro.
Ces unités sont situées à : 
- São Paulo - São Paulo
- São Caetano do Sul - São Paulo
- Cruzeiro - São Paulo
- Anápolis - Goiás
- Lavras - Minas Gerais
- Lima Duarte - Minas Gerais
- São Gonçalo do Sapucaí - Minas Gerais
- Santa Rita do Ibitipoca - Minas Gerais
- Barra do Piraí - Rio de Janeiro

## Produits
- Desserts
- Margarine
- Beurre
- lait caillé crémeux (requeijão)
- crème Chantilly
- lait
- crème
- boisson au chocolat
- jus de fruits
- Yaourt grec

## Autres marques
- Vigueur Grego (yaourt)
- Vigorzinho ( petit suisse )
- Vig (boissons chocolatées et jus de fruits)
- Vigor Mix ( margarine )
- Leco
- Danúbio
- Amélia
- Faixa Azul (fromages)